# Пешть
Пешть (словац. Piešť) — річка; ліва притока Турця, протікає в окрузі Турчянські Теплиці.
Довжина приблизно 6,8—8,1 км. Витік знаходиться в масиві Ж'яр (геоморфологічна підодиниця Гореньово; схил гори Опалений Верх) — на висоті приблизно 690 метрів.
Протікає територією сіл Каляменова; Дубове і Будіш. Впадає в Турець на висоті приблизно 465 метрів.